# Губайдуллін Міннігалі Хабібуллович
Міннігалі Хабібуллович Губайдуллін (башк. Миңлеғәли Хәбибулла улы Ғөбәйҙуллин; 8 березня 1921 — 8 березня 1944) — учасник Другої світової війни, Герой Радянського Союзу. Командир кулеметного взводу 309-го гвардійського стрілецького полку 109-ї гвардійської стрілецької дивізії 28-ї армії 3-го Українського фронту, гвардії лейтенант.

## Біографія
Народився в селі Уршакбашкарамали Міякинського району Башкирської АРСР в селянській родині 28 жовтня (за іншими відомостями 8 березня) 1923 року.
За національністю башкир.
У липні 1939 року приїхав в Ашу, поступив працювати в доменний цех Ашинського металургійного заводу.
У 1940—1941 роках навчався в нафтовому технікумі в Баку.
У 1941 році призваний в армію.
26—27 вересня 1943 року виявив мужність і відвагу в боях на річці Молочній. Двічі поранений, він відмовився покинути поле бою. За сміливість і рішучість, проявлені в боях з 21 січня по 4 лютого 1944 року на північний схід від 5-го кілометра села Соломки Миколаївської області, в наступальному бою 7 лютого 1944 року на населений пункт Велика Лепетиха
наказом від 13 лютого 1944 року нагороджений орденом Червоної Зірки.
8 березня 1944 року командир взводу лейтенант Губайдуллін отримав наказ будь-якою ціною придушити вогневу точку на одному із курганів і розірвати таким чином оборонну лінію противника на рубежі Дудчани — Рядове. В ході штурму важко поранений лейтенант своїм тілом закрив амбразуру ворожого дзоту. 3 червня 1944 року указом Президії Верховної Ради СРСР гвардії лейтенанту М. Х. Губайдулліну присвоєно звання Героя Радянського Союзу.
Похований у Миколаївській області на північно-західній околиці села Олександрівка, пізніше перепохований на кургані біля села Дудчани.

## Пам'ять
- Йому встановлено пам'ятники в селі Дудчани, селі Киргиз-Міяки Міякинского району Республіки Башкортостан, в м. Уфа. Встановлено бюст на батьківщині в селі Уршакбашкарамали.

- На його честь названі вулиці в Дудчанах, Херсоні, Бериславі, Нововоронцовці, Салаваті та Уфі; ліцей № 94 в Уфі.

- Біля пам'ятника, присвяченого подвигу О. Матросова і М. Губайдулліна, в м. Уфа горить вічний вогонь. Меморіал розташований в Парку Перемоги (1980, скульптори Л. Кербель, М. Любимов, Г. Лебедєв).

- Башкирська письменник Янибай Хамматов увічнив подвиг в біографічному романі «День Народження».

## Родина
Його старший брат Губайдуллін Тиміргали Хабібуллович пропав безвісти в квітні 1944 року.